# Эпителанта
Эпителанта (лат. Epithelantha) — род суккулентных растений семейства Кактусовые (Cactaceae) произрастающий на территории Мексики и США.

## Название
Родовое латинское наименование Epithelantha, происходит от др.-греч. ἐπί, epí — «над», «на», др.-греч. θηλή, thēlḗ — «сосок» и греч. άνθος, ánthos — «цветок».
Русскоязычное название является транслитерацией латинского.

## Ботаническое описание
Представители рода — миниатюрные, прямостоячие, обычно неразветвленные кактусы. Корни раскидистые (клубневидные у вида Epithelantha pachyrhiza). Стебли шаровидные, часто с плоской верхушкой, 1-4 × 2-4 см, поверхность полностью покрыта колючками; бугорки многочисленные, маленькие, 1-3 мм; ареолы на концах бугорков, почти круглые, эллиптические при растяжении цветком или плодом, сильно опушенные только на вершине стебля. Колючки 20-90 в ареоле, прямостоячие на верхушке половозрелого стебля, от белого до пепельно-серого цвета, прямые, тонкие, 4,5-12 мм.
Цветки дневные, 0,6-1,7 × 0,3-1,7 см; внутренние листочки околоцветника от розового до белого (реже желтого) цвета, 2-6 × 1-2,3 мм; доли рыльца 3-4, белые, до 1 мм. Плоды нераскрывающиеся, ярко-красные, узкоцилиндрические, 3–20 × 2–3 мм, слабосочные, гладкие, без колючек; мякоть отсутствует. Семена черноватые, косо-полушаровидные, 1,2–1,4×1 мм, блестящие.
Число хромосом: х = 11.

## Распространение
Природный ареал — Северо-Восток Мексики и Юго-Запад США (Аризона, Нью-Мексико, Техас).

## Таксономия
Epithelantha F.A.C.Weber ex Britton & Rose, первое упоминание в Cact. 3: 92 (1922).

### Синонимы
Гетеротипные (основанные на разных номенклатурных типах):
- Cephalomamillaria Frič (1925)

### Виды
Подтвержденные виды по данным сайта Plants of the World Online на 2023 год:
| Название                                                                                | Изображение | Описание | Природный ареал                                      | Подвиды |
| --------------------------------------------------------------------------------------- | ----------- | --- | ---------------------------------------------------- | --- |
| Epithelantha bokei L.D.Benson                                                           |             | Медленнорастущее, одиночное растение. Стебель 2-3 см высотой, плотно покрытый прижатыми крошечными белыми колючками, из-за чего растения кажется полностью белым и гладким на ощупь. Цветки бледно-розовые или желтоватые, очень нежные. Плоды гладкие, 1 см в длину, ярко-красные, съедобные, поедаются птицами. | США (Техас) и Северная Мексика                       | |
| Epithelantha cryptica D.Donati & Zanov.                                                 |             | | Северная Мексика                                     | |
| Epithelantha greggii (Engelm.) Orcutt                                                   |             | Крупное, разветвленное растение. Стебель шаровидный или обратнояйцевидный, часто плосковершинный с вдавленным центром, пепельно-серый, грубый, щетинистый, 5-7,5 см в диаметре, поверхность полностью закрыта колючками. Бугорки многочисленные, не переходящие в ребра, полушаровидные или короткие цилиндрические, очень маленькие, 1-2 мм, расположены плотными спиралями вокруг растения. Ареолы небольшие, на концах бугорков, 1 мм длиной, круглые, слегка шерстистые в молодом возрасте, обильно шерстистые только на вершине половозрелого стебля. Колючек 20, от мелово-белых до пепельно-серых, 3-5 мм длиной, прямые, тонкие. Корни диффузные. Цветки незаметные, воронкообразные, дневные, насыщенно-розовые, расположены на верхушке растения.                                                  | Северная Мексика                                     | |
| Epithelantha ilariae D.Donati & Zanov.                                                  |             | | Северная Мексика                                     | |
| Epithelantha micromeris (Engelm.) F.A.C.Weber ex Britton & Rose — Эпителанта маломерная |             | Шаровидное растение. Стебель прямостоячий, неразветвленный, сферический или обратнояйцевидный с вдавленным центром, пепельно-серый, 1-9 см в высоту, до 2-7,5 см в диаметре, поверхность полностью закрыта колючками. Бугорки многочисленные, не переходящие в ребра, полушаровидные или короткие цилиндрические, очень низкие, 1-3 мм длиной, плотно закрученными по спирали вокруг растения. Ареолы маленькие на концах бугорков, 1 мм длиной, круглые, слегка опушенные в молодом возрасте, обильно опушенные только на вершине половозрелого стебля. Колючек 20-40, от белого до пепельно-серого цвета, 2-5 мм длиной, прилегающие по бокам стебля, прямые, тонкие. Корень диффузный. Цветки незаметные, воронковидные, дневные, от розового до белого, реже желтого цвета, растут на верхушке растения. | США (Техас, Аризона, Нью-Мексико) и Северная Мексика | |
| Epithelantha pachyrhiza (W.T.Marshall) Backeb.                                          |             | Медленнорастущее, неразветвленное, редкое растение. Стебель от прямостоячего до ниспадающего, с тонкой шейкой, в форме волчка, лишь частично покрытый колючками, 10 см в высоту и с возрастом удлиняется. Колючки от белого до бледно-оранжево-коричневого или голубовато-коричневого. Корни от клубневидных до морковных. Цветки розовато-белые. | Северная Мексика                                     | |
| Epithelantha polycephala Backeb.                                                        |             | | Северная Мексика                                     | |
| Epithelantha potosina (D.Donati & Zanov.) D.Aquino & S.Arias                            |             | | Северная Мексика                                     | |
| Epithelantha pulchra (D.Donati & Zanov.) D.Aquino & S.Arias                             |             | | Северная Мексика                                     | |
| Epithelantha spinosior C.Schmoll                                                        |             | | Северная Мексика                                     | - Epithelantha spinosior subsp. huastecana (D.Donati & Zanov.) Lodé - Epithelantha spinosior subsp. spinosior |